# Tabák András
Tabák András (Budapest, 1938. december 15. – Budapest, 2014. április 23.) magyar író. Híres felmenője többek között; Tabák Lajos (1904-2007) szociofotós, fotóművész és Tabán Gyula (1909-1944) költő.

## Életpályája
Szülei: Tabák Endre és Torma Margit. 1953–1957 között a budapesti Kölcsey Ferenc Általános Gimnázium diákja volt. 1957–1961 között az ELTE BTK magyar-spanyol-népművelés szakos hallgatója volt. 1960–1964 között az Esti Hírlap munkatársaként dolgozott. 1964–1967 között A Könyv című lap újságírója volt. 1967–1978 között szabadfoglalkozású íróként tevékenykedett. 1978–1990 között, valamint 1994–2001 között a Zrínyi Kiadó Szépirodalmi szerkesztője volt. 2001-ben nyugdíjba vonult. 1991-től haláláig az Ezredvég című folyóirat olvasószerkesztője és prózarovatának szerkesztője volt.

## Magánélete
1972-ben házasságot kötött Striker Judittal. Három gyermekük született: Gábor (1972), Katalin (1974) és Miklós Péter (1976).

## Művei
- Szól a sziréna; Magvető, Bp., 1960
- Gúzsbakötve. Regény; Magvető, Bp., 1961
- Kakas Aszklépiosznak; Magvető, Bp., 1963
- Sargasso tenger. Regény; Magvető, Bp., 1965
  - (A sötét ablak. Egy gyermekkor regénye címen is)
- Átmeneti emberek; Magvető, Bp., 1981
- Tegnapi és tegnapelőtti történetek; Magvető, Bp., 1982
- Karácsonyi ének; Magvető, Bp., 1984 (Rakéta regénytár)
- Egy igaz Szodomában. Válogatott kisregények és elbeszélések; Zrínyi, Bp., 1985
- Ő az, akit szeretsz. Elbeszélések gyerekekről, kamaszokról és különböző vén lovakról; Magvető, Bp., 1988
- A sötét ablak. Egy gyermekkor regénye; átdolg. kiad.; Zrínyi, Bp., 1989   
  - (Sargasso tenger címen is)
- Anselmus barát látogatója. Történelmi elbeszélések; Zrínyi, Bp., 1990  (Z-füzetek)
- Tizenegy hónap. Lírai napló; szerzői, Bp., 1991
- Fölöttünk Európa. 7 abszurd; Tabák András, Bp., 1991 (Z-füzetek)
- A Sándor bácsi faliórája. Elbeszélések; szerzői, Bp., 1991 (Z-füzetek)
- Az én katedrálisom. Versek; szerzői, Bp., 1992 (Z-füzetek)
- Vén ló – hószakadásban. Hét elbeszélés gyerekeimről kölyökkutya korukból; szerzői, Bp., 1993 (Z-füzetek)
- Megrögzött álmodó. Versek; szerzői, Bp., 1993 (Z-füzetek)
- Felhívás hősiességre. Versek; szerzői, Bp., 1995 (Z-füzetek)
- Jeles magyar kalendárium felettébb tanulságos prózákból 's versekből az idei, 'a jövő 's minden esztendőkre. Írta 's egybeszedegette Tabák András; Zrínyi, Bp., 1998
- A verőember. Regény; Mikszáth, Horpács, 2001
- Az ezüst vitézségi. 7 novella egy gyermekkorról; szerzői, Bp., 2005 (Z-füzetek)
- A helvéciai próba. 7x7 novella; szerzői, Bp., 2006
- Három magyar pikareszk / Grosz avagy Grosz József ügynök viszontagságos élete és békességes halála / Terstyánszky avagy A hamiskártyás / Králik avagy Králik Béla törvénytelen születésű újpesti cipőfelsőrész-készítő életének és halálának felettébb különös históriája; szerzői, Bp., 2008
- Cuatro poetas húngaros; spanyolul; Simor András, Bp., 2012 (Z)
- Telemre készülődöm. Válogatott versek, 1989-2010; szerzői, Bp., 2010 (Z-füzetek)
- Hitler '33. Antifasiszta irodalmi antológia; vál. Tabák András, szerk. Simor András; Tabák András, Bp., 2013 (Z-füzetek)
- Az utolsó hongyarapító. Történelmi versek és prózák; Tabák András, Bp., 2014 (Z)
- Utolsó versek. Versek, 2010-2014; Striker Judit, Bp., 2014 (Z)

## Műfordításai
- Che Guevara: Bolíviai napló (1968)
- P. A. de Alarcón: A végzetes jóslat. Válogatott elbeszélések (1987)

## Díjai, kitüntetései
- SZOT-díj (1961)
- Magyar Köztársasági Arany Érdemkereszt (1998)
- Gábor Andor Írói Jutalomdíj (2008)